# Justicia burchellii
Justicia burchellii är en akantusväxtart som beskrevs av William Philip Hiern. Justicia burchellii ingår i släktet Justicia och familjen akantusväxter. Inga underarter finns listade i Catalogue of Life.